# Danny Williams (labdarúgó)
Daniel „Danny” Williams (Karlsruhe, 1989. március 8. –) német-amerikai labdarúgó, az angol Huddersfield Town középpályása.
Édesapja amerikai, édesanyja német, rendelkezik mindkét ország állampolgárságával, végül az amerikai válogatottat választotta.